# Мен Реј
Мен Реј (енгл. Man Ray, право име Емануел Рудницки енгл. Emmanuel Rudnitzky; Филаделфија, 27. август 1890 — Париз, 18. новембар 1976) био je амерички авангардни фотограф, режисер сликар и скулптор. Његова уметност се сврстава у дадаизам и надреализам.

## Биографија
Од 1908. до 1912. студирао је уметност у Њујорку, а 1911. је радио као сликар и скулптор. Прве значајније фортографије снимио је 1918. У то се време већ бавио сликарством, а радио је и на филму.
У сарадњи са Марселом Дишаном створио је амерички дадаизам, правац зачет у Европи као радикални отклон од традиционалних принципа уметности. Био је члан групе уметника „Остали“ (енгл. Others). После неколико неуспелих покушаја тврдио је да дадаизам не може заживети у Њујорку. Потом се преселио у Париз и настанио у уметничкој четврти Монпарнас, где је углавном радио у атељеима тамошњих уметника. Заљубио се у модел Алис Прен звану „Кики са Монпарнаса“ која му је ускоро почела позирати.
За више од 20 година проведених у Паризу, Мен Реј је револуционизовао фотографску уметност. Многе познате личности нашле су се на његовим фотографијама: Џејмс Џојс, Гертруда Стајн, Жан Кокто, Бриџет Бејт Тиченор и Антонен Арто.
Године 1925. у галерији Пјер у Паризу организована је изложба надреалистичких радова, на којој су, уз Реја, излагали и надреалисти Жан Арп, Макс Ернст, Андре Масон, Хуан Миро и Пабло Пикасо.
Године 1934. надреалистичка уметница Мерет Опенхајм нага је позирала Реју за серију надреалистичких фотографија.
Са асистенткињом и љубавницом Ли Милер открива поступак соларизације фотографије. Изумео је и фотографску технику која користи фотограме, а коју је дадаиста Тристан Цара назвао рејографија.
Ман Реј се под старост враћа у САД (у Лос Анђелес) али је Монпарнас до краја сматрао својим домом. У Монпарнасу и умире 18. новембра 1976.